# Parco nazionale delle Canyonlands
Il parco nazionale delle Canyonlands è un parco nazionale situato nello Utah sud-orientale, presso la città di Moab, negli Stati Uniti d'America. L'area preserva un paesaggio pittoresco eroso in numerosi canyon, mesa e butte da parte del fiume Colorado, dal Green River e dai rispettivi affluenti a monte del Lago Powell, in un ambiente semi-desertico. La legislazione che ha creato il parco è stata firmata dal Presidente Lyndon B. Johnson il 12 settembre 1964. La superficie del parco è di 1 366,21 km².
Il parco è diviso in quattro distretti: Island in the Sky, Needles, Maze, e i fiumi combinati, il Green ed il Colorado, che hanno eroso due grandi canyon nell'altopiano del Colorado; anche se queste aree hanno in comune un paesaggio desertico primordiale, ognuna mantiene il proprio carattere L'autore Edward Abbey, frequente visitatore della zona, ha descritto Canyonlands come "il posto più strano, magnifico e magico sulla terra, come non ve ne sono altri".
Il film 127 ore, basato sulla storia vera dell'alpinista Aron Ralston, è stato girato qui.

## Storia
All'inizio degli anni '50 Bates Wilson, allora sovrintendente al Parco nazionale degli Arches, iniziò a esplorare l'area a sud ed ovest di Moab. Dopo aver scoperto quello che oggi è noto come distretto di Needles del parco nazionale delle Canyonlands, Wilson iniziò a promuovere l'istituzione di un nuovo parco nazionale che avrebbe dovuto comprendere i Needles. Ulteriori spedizioni di Wilson ed altri estesero l'area proposta per il nuovo parco, fino ad includere la confluenza dei fiumi Green e Colorado, il distretto di Maze, e il canyon ferro di cavallo.
Nel 1961 il Segretario degli Interni Stewart Udall doveva partecipare ad una conferenza al Parco nazionale del Grand Canyon. Durante il volo verso l'evento, passò sopra la confluenza tra il fiume Green e il Colorado, e la vista fece accrescere l'interesse di Udall nella proposta di Wilson per un nuovo parco nazionale in quella regione, e anche Udall iniziò a promuovere l'istituzione del parco nazionale delle Canyonlands.
Il senatore dello Utah Frank Moss introdusse una legge al Congresso per creare il parco; la sua proposta tentò di soddisfare sia i sostenitori della preservazione naturale, sia gli interessi dei sostenitori dello sviluppo commerciale. Nei successivi quattro anni la proposta venne bocciata, rivista e reintrodotta al Congresso molte volte prima di essere approvata e firmata.
Nel settembre 1964, dopo molti anni di dibattiti, il Presidente Lyndon B. Johnson firmò l'atto del Congresso 88-590 che istituì il Parco nazionale delle Canyonlands come nuovo parco nazionale. Bates Wilson divenne il primo sovrintendente al nuovo parco, ed è spesso citato come "padre delle Canyonlands".

## Geografia

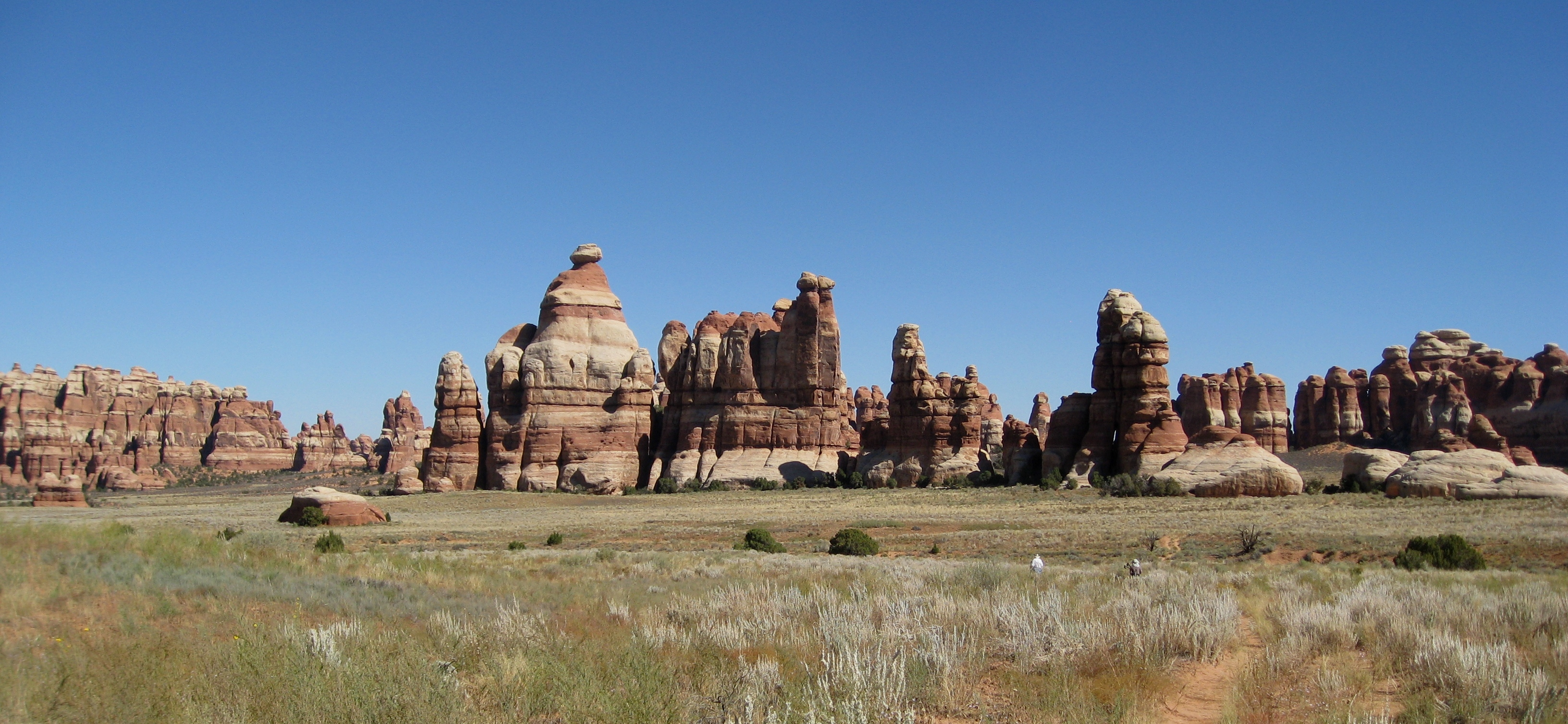
Chesler Park nel distretto Needles

Il fiume Colorado e il Green River si uniscono all'interno del parco, dividendolo in tre distretti chiamati Island in the Sky, Needles, e Maze. Il fiume Colorado scorre attraverso il Cataract Canyon sotto alla confluenza con il Green River.
Il distretto Island in the Sky è una vasta e pianeggiante mesa nella sezione settentrionale del parco, cinta dai due fiumi. Il distretto ha molti punti panoramici rivolti sulla White Rim, a sandstone bench a 370 m sotto l'Island, e i fiumi, che sono situati altri 300 m sotto la White Rim.
Il distretto Needles si trova a sud rispetto all'Island in the Sky, sulla sponda orientale del fiume Colorado. Il distretto prende il nome dai pinnacoli di roccia a bande rosse e bianche che sono una grande caratteristica dell'area. Nel distretto sono presenti varie altre formazioni rocciose scolpite naturalmente, come graben e archi. A differenza del parco nazionale degli Arches, dove molti archi sono accessibili attraverso escursioni brevi o di media lunghezza, molti archi situati nel distretto Needles si trovano in canyon raggiungibili solo tramite escursioni lunghe o viaggi con veicoli a trazione integrale.
L'area era abitata dagli Anasazi e molte delle abitazioni di fango e pietra sono ben conservate, mentre gli oggetti e gli attrezzi usati da loro sono stati portati via dai saccheggiatori. Gli Anasazi crearono arte rupestre nella forma di petroglifi; tra questi è nota la Newspaper Rock, lungo la strada di accesso al Needles.

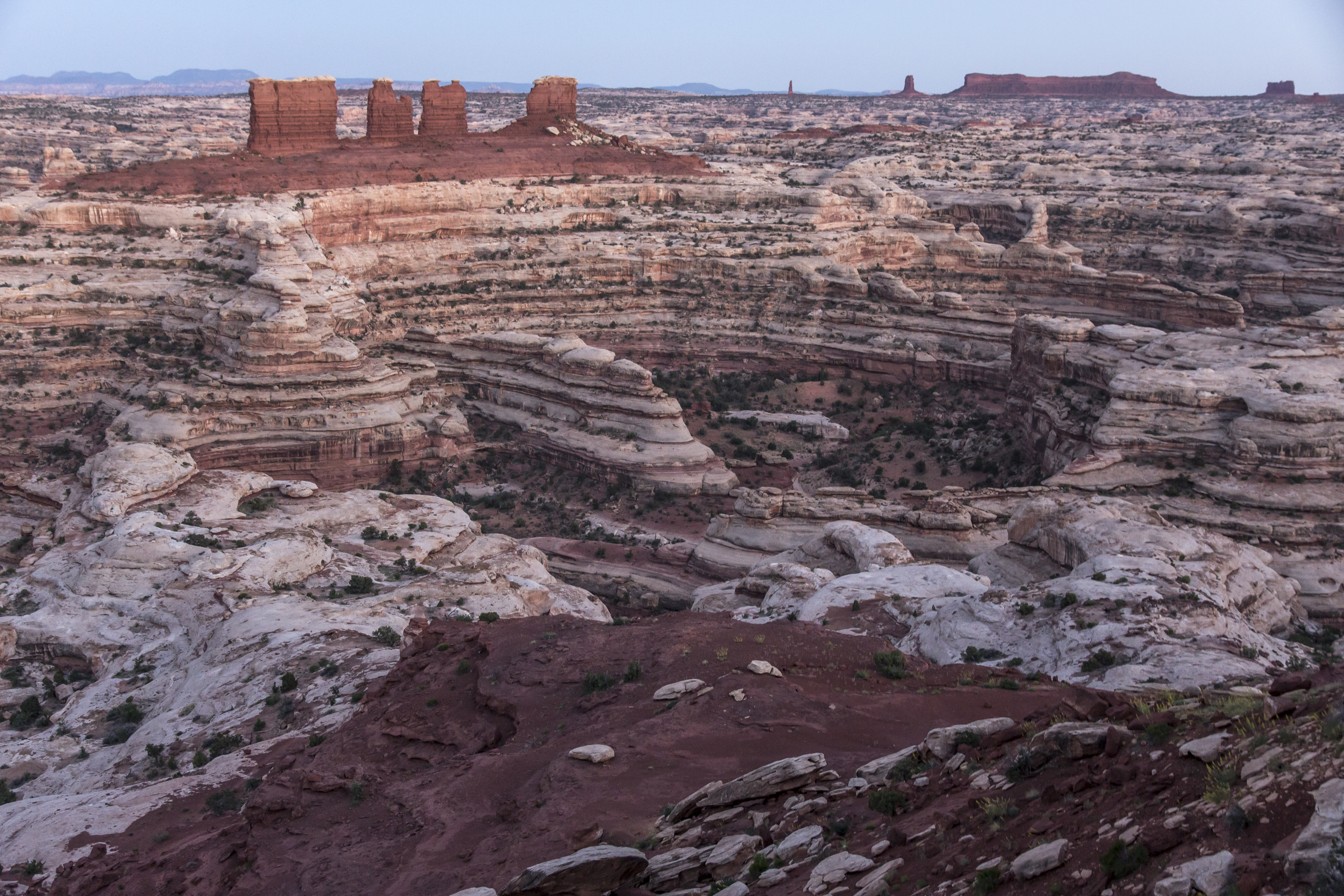
I butte Chocolate Drops nel distretto Maze

Il distretto Maze, situato ad ovest dei due fiumi, è la sezione meno accessibile del parco, e in generale una delle aree più remote e inaccessibili di tutti gli Stati Uniti.
Una sezione geograficamente separata del parco, localizzata a nord rispetto al distretto Maze, Horseshoe Canyon contiene arte rupestre fatta dai cacciatori-raccoglitori del tardo periodo arcaico (2000-1000 a.C.) precedente agli Anasazi. In origine chiamato Barrier Canyon, gli artefatti, le abitazioni e i pittogrammi nonché i murali di Horseshoe sono tra i più antichi d'America. Le immagini raffiguranti i cavalli risalgono a dopo il 1540 d.C., quando gli spagnoli reintrodussero i cavalli nel continente.
Dagli anni 1950, gli scienziati hanno studiato un'area di 80 ettari completamente circondata da falesie, che hanno impedito al bestiame di pascolare sul manto erboso dell'area, dell'area di 25 ettari. Secondo gli scienziati, il sito potrebbe contenere la più grande area di manto erboso incontaminato della regione dei Quattro angoli. Gli studi sono continuati su base biennale dalla metà degli anni novanta. L'area è chiusa al pubblico dal 1993 per mantenerne l'ambiente pressoché immacolato.